# Площа Перемоги (Умань)
Пло́ща Перемо́ги України — площа в Умані.

## Розташування
Знаходиться  на вулиці Київській в північній частині міста.

## Опис
Площа округла, в діаметрі становить до 90 м. Рух по площі здійснюється по колу, відведена окрема смуга для автобусів, що рухаються в бік автостради.

## Походження назви
Площа названа на честь перемоги у німецько-радянській війні .

## Будівлі

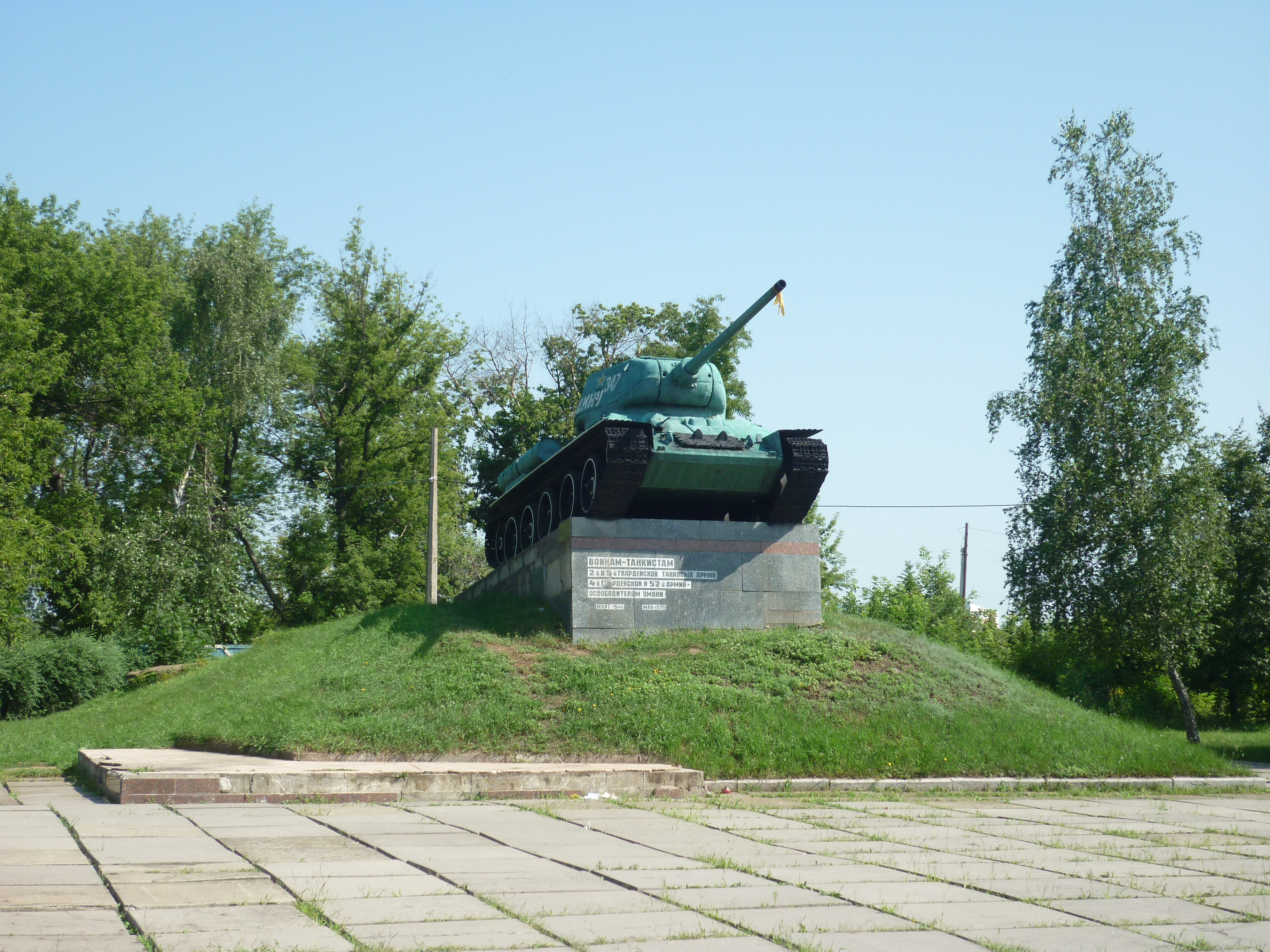
Пам'ятник воїнам Червоної Армії

На площі знаходяться ресторан-готель "Слобода" та пам'ятник воїнам Червоної Армії.
| Умань | Це незавершена стаття про Умань. Ви можете допомогти проєкту, виправивши або дописавши її. |